# Gyrtón (Thessalie)
Gyrtón, en grec ancien : Γυρτών, ou Gyrtona, Gyrtone (grec ancien : Γυρτώνη) est une polis de la Perrhébie, en Thessalie antique.
Elle est située dans une plaine fertile entre la rivière Titarísios (el) et le fleuve Pénée. Strabon relie Gyrtón à l'embouchure du Pénée, mais il est évident, d'après la description de Tite-Live, dont le récit est dérivé de Polybe, qu'elle se trouvait dans la partie de ces plaines où se trouvaient Phalanna, Atrax (en) et Larissa et il n'y avait qu'un jour de marche de Phalanna à Gyrtón.
C'était une ville ancienne même dans les temps classiques, mentionnée par Homère et elle a continué à être un endroit important jusqu'à des temps plus tardifs, quand elle est dite opulente par Apollonios de Rhodes.
La cité aurait été la demeure originale des Phlégiens et aurait été fondée par Gyrton (en), le frère de Phlégias,.
Les Gyrtoniens sont mentionnés parmi les Thessaliens qui envoyèrent de l'aide aux Athéniens au début de la guerre du Péloponnèse. Le nom de la ville apparaît fréquemment à une période ultérieure, citée par Tite-Live, Polybe, Pomponius Mela, Pline l'Ancien et Ptolémée.
L'emplacement de Gyrtón est un site appelé Mourlari, au sud-est du village moderne d'Evangelísmos (el),.
L'acropole et la ville basse étaient fortifiées, probablement déjà à l'époque archaïque. Les murs étaient construits en ardoise.
Gyrton a frappé des pièces de monnaie en argent et en bronze au IVe siècle av. J.-C. Celles de la fin de ce siècle avaient à l'avers un jeune Gyrton (en) à côté de la tête d'un cheval, ou d'Apollon ou de Zeus. Au revers se trouvait la nymphe Gyrtona, Les légendes étaient ΓΥΡΥΟΝΙΟΝ, ΓΥΡΤΩΝΙΟΝ, ou ΓΥΡΤΩΝΙΩΝ.